# Louise Went
Louisa Constantia Julia Eduarda Went (Ámsterdam, 1 de septiembre de 1865-29 de octubre de 1951) fue una pionera neerlandesa el campo de la vivienda pública y el trabajo social. Fue una de las primeras supervisoras de hogares en los Países Bajos, cofundadora de Vereeniging van Woonopzichteressen, cofundadora de la primera escuela del mundo para el trabajo social y desde 1936 directora de la semifilantrópica NV Bouwonderneming 'Jordaan del siglo XIX.

## Biografía
Went nació en Herengracht en Ámsterdam y fue la hija mayor de Johannes Went (1811-1879), agente inmobiliario, y Johanna Emilie Rosalie Adolphine Süsewind (1834-1917), institutriz. La familia con cinco hijos vivía frugalmente. Hizo mucha música en su juventud. Cantó en el coro de Willem Kes en la inauguración del Concertgebouw de Ámsterdam en 1888. Después de la escuela secundaria de niñas (MMS) asistió a la escuela de ciencias domésticas de Ámsterdam durante tres años. Allí obtuvo su certificado de educación primaria. Sin embargo, ella nunca se paró frente a la clase. Fue útil cuando comenzó a dar lecciones gratuitas a los residentes del Jordaan. Las mujeres entre ellos a menudo eran analfabetas. Formó clubes con niños del Jordaan para darles algún tipo de educación. Sin embargo, al hacerlo, se dio cuenta de que carecía de experiencia y conocimientos. Fue a clases con el profesor Willem Treub en la Universidad de Ámsterdam, con el fin de profundizar en temas socioeconómicos. Went leyó mucho sobre estos temas y desarrolló una opinión crítica, especialmente con respecto al movimiento de mujeres y sus miembros.

### Socialismo
La familia en la que creció Went era de la Reforma Valona a la que se unió ella aunque eventualmente se separó de la iglesia, ya que se sentía más atraída por el socialismo. En 1886 conoció el Social Weekly. En él escribió la feminista social-liberal Hélène Mercier, una de las personas que más la inspiraron, quien fue fundadora del trabajo social. Los artículos de Mercier sobre el tema de la vivienda en el Sociale Weekblad atrajeron particularmente a Went quien llegó a conocerla personalmente. A través de ella, se convirtió en miembro de varios comités que se ocupaban de cuestiones de vivienda, como el Comité de Salud de Ámsterdam. Este comité recibió el poder por la Ley de Vivienda de 1901 para declarar las casas inhabitables. Durante años fue la única mujer miembro de este comité.
A finales del siglo XIX se desarrolló como una fanática de la vivienda social. Con este fin, participó activamente en el Amsterdam Jordaan. En 1894, Went participó de cerca en los preparativos para establecer una empresa de construcción para aclarar si sería posible construir viviendas asequibles en el casco antiguo sobre una base económica y sin apoyo gubernamental o legislación de expropiación para aquellos trabajadores que podían alquilar regularmente. Esto se convirtió en Bouwonderneming Jordaan NV, que encontró un lugar a lo largo de Lindengracht en el distrito de Jordaan para poner en práctica el experimento. Se esperaba que Went desempeñara un papel importante como supervisora de viviendas en la gestión social del complejo de esta empresa constructora que cobraría el alquiler todas las semanas, supervisaría a los residentes y garantizaría el cumplimiento de las regulaciones de arrendamiento.
En 1895 se fue a Inglaterra para ser aprendiza de Octavia Hill, la primera alcaldesa del mundo, cuyo trabajo entre los pobres la había convencido de que la mejora de la vivienda pública es la condición previa para toda educación popular. Además, los supervisores de vivienda deben asegurarse de que las personas habiten sus hogares 'limpios' 'limpiamente'. Went pudo poner en práctica este último en Ámsterdam como supervisora de vivienda y como miembro del comité de salud. Sin embargo, Went discrepó de Hill sobre el mejor enfoque. Hill prefirió la renovación de los barrios marginales, mientras que Went y los otros iniciadores de Bouwonderneming Jordaan vieron más beneficios en la nueva construcción de casas de trabajadores.

### Trabajo Social
Went quiso ampliar y profesionalizar el trabajo de inspectora de viviendas en los Países Bajos. Por eso, en 1899, participó en la creación del Centro de formación para el trabajo social junto a la trabajadora social Marie Muller-Lulofs, Hélène Mercier y Arnold Kerdijk,la primera formación de este tipo en el mundo. Went permaneció involucrada con la escuela como presidenta hasta 1945.

### Boda
Mientras tanto, la amistad con el arquitecto Jan Ernst van der Pek (1865-1919) creció y Louise se casó con él el 2 de enero de 1901 a la edad de 35 años. No tuvieron hijos, estuvieron ocupados con sus comités sociales y de trabajo en Ámsterdam. Vivían en el número 231 de Weteringschans, donde el arquitecto tenía su estudio en el último piso. Durante los fines de semana y los meses de verano normalmente estaban en Van der Peks Landhuis Wüstelaan en Santpoort y los fines de semana llevaban regularmente a los niños del Jordaan a su casa de campo.

### Fondo de construcción de Ámsterdam
En su trabajo, Van der Pek y Went solían trabajar juntos, en 1906 la pareja participó en el establecimiento de Vereeniging Amsterdamsch Bouwfonds (VAB). Asociación de viviendas que se puso en marcha gracias a la donación de Chris Janssen de un complejo con 32 casas de una habitación en Polanenstraat en Spaarndammerbuurt. Hasta su muerte, Went estuvo en la junta de este fondo. La pareja también trabajó junta en Amsterdamsch Tehuis voor Arbeiders (ATVA) en Marnixstraat, que se inauguró el 5 de septiembre de 1918. Van der Pek diseñó ambos complejos, mientras que Went se encargó de la gestión. Después de la muerte de su esposo en 1919, se centró principalmente en su trabajo para Amsterdamsch Bouwfonds.
Dos años más tarde, en el cuadragésimo aniversario de Bouwonderneming Jordaan, Went con 71 años, entregó el testigo como supervisora de la casa a Mien Blomberg. Ella misma luego se convirtió en directora de Jordaan Construction Company. Durante la Segunda Guerra Mundial, financió paquetes de alimentos para personas en campos de concentración con su propio dinero.
Sufrió de sordera en los últimos años de su vida, pero su mente permaneció clara. Murió el 29 de octubre de 1951. Su tumba se encontraba en el cementerio Zorgvlied en Ámsterdam hasta el 10 de enero de 2011.

## Premios y reconocimientos
En 1934 se abolieron las Comisiones de Salud con lo que Louise Went recibió la medalla de plata de la ciudad de Ámsterdam.
En 1946, el escultor André Schaller le hizo una estatua en honor a su ochenta cumpleaños y los residentes del complejo Jordaan Bouwonderneming hicieron una placa: "Piedra conmemorativa en agradecimiento a la Sra. L. van der Pek-Went. De los residentes de Bouwonderneming Jordaan. 1896 - 26 de septiembre de 1946".
Existen calles en su nombre en Ámsterdam-Centre, Heerhugowaard y Leiden. Louise Wenthuis, complejo residencial de 1963 en Wibautstraat cerca de la estación de Amstel, diseñado por Margaret Kropholler-Staal.